# Alex de Minaur
Alex de Minaur (spanisch: Álex de Miñaur; * 17. Februar 1999 in Sydney, New South Wales) ist ein australischer Tennisspieler.

## Karriere

### Junioren-Tour
Bereits 2012 im Alter von 13 Jahren spielte de Minaur erstmals auf der ITF Juniors Tour. Seine größten Erfolge auf dieser konnte er in seinem letzten Jahr dort 2016 einfahren: Bei den Australian Open stieß er im Einzel bis ins Halbfinale vor, während er im Doppel mit seinem Partner Blake Ellis sogar den Titel gewinnen konnte. Auch bei den French Open zog er mit Ellis bis ins Halbfinale ein. In Wimbledon erreichte de Minaur sein bestes Einzelresultat, als er im Finale gegen Denis Shapovalov verlor. Nach den US Open 2016 beendete er seine Juniorenkarriere, wo sein bestes Abschneiden das Halbfinale im Vorjahr war, wo er Tommy Paul unterlag. Damit war er bei drei der vier Junior-Grand-Slam-Turniere mindestens im Halbfinale der Einzelkonkurrenz. Seine beste Platzierung erreichte er Anfang 2016 mit Rang zwei.

### Profi-Tour
Erstmals in Erscheinung trat de Minaur auf der Profi-Tour 2015 bei einem Turnier der drittklassigen ITF Future Tour, aber erst Anfang 2016 konnte er in Spanien erstmals mehrere Matches gewinnen und ein Future-Finale erreichen. Im Oktober desselben Jahres überraschte der Australier, als er bei seinem dritten Turnier auf der zweitklassigen ATP Challenger Tour, aus der Qualifikation startend, das Finale in Eckental erreichten konnte. Nach sieben in Folge gewonnenen Matches, war dort allerdings Steve Darcis zu stark. Der Erfolg verhalf ihm zu einem Sprung in der Weltrangliste, sodass er das Jahr auf seinem bisherigen Höchstrang 354 abschloss.
Anfang 2017 konnte de Minaur in Australien bei einigen Turnieren der ATP World Tour dank Wildcards antreten. In Brisbane kämpfte er sich durch die Qualifikation und verlor in der ersten Hauptrunde gegen Mischa Zverev, während es eine Woche später in Sydney nach einem Sieg gegen Benoît Paire sogar bis zum Achtelfinale reichte. Auch bei seinem Grand-Slam-Debüt in Melbourne feierte er einen guten Einstand und besiegte zum Auftakt Gerald Melzer in fünf Sätzen, ehe er in Runde zwei Sam Querrey unterlag. Im Laufe des weiteren Jahres konnte er dank seines Rankings meist bei Challengers antreten, dort erreichte er in Segovia sein erstes Finale. In Roland Garros scheiterte er zum Auftakt an Robin Haase, in Wimbledon in der Qualifikation. Bei den US Open schied er zum Auftakt gegen Dominic Thiem aus. Zum Ende der Saison stand er auf Rang 208.
Zu Beginn der Saison 2018 erreichte er in Brisbane das Halbfinale und anschließend in Sydney sein erstes Finale auf der World Tour. In diesem unterlag er Daniil Medwedew mit 6:1, 4:6 und 5:7. Nach dem Erstrundenaus in Melbourne gab er gegen Deutschland sein Debüt für die australische Davis-Cup-Mannschaft. In seiner ersten Partie unterlag er Alexander Zverev im Tie-Break des fünften Satzes. Seinen ersten Titel auf der Challenger Tour gewann er im Juni 2018. Nachdem er in der Vorwoche in Surbiton noch im Finale an Jérémy Chardy gescheitert war, gewann er in Ilkley gegen den Briten Daniel Evans in zwei Sätzen.
Im Verlauf der Saison 2019 gewann de Minaur seine ersten drei Titel: so siegte er bei den Turnieren in Sydney, Atlanta und Zhuhai. Bei den US Open erreichte er sein erstes Achtelfinale bei einem Grand-Slam-Turnier und stand wie schon im Vorjahr im Finale der Next Generation ATP Finals, das er in drei Sätzen gegen Jannik Sinner verlor. In der Weltrangliste gelang ihm mit Position 18 am 28. Oktober 2019 ein neues Karrierehoch.
2020 erreichte er bei den US Open zum ersten Mal ein Viertelfinale in dieser Turnierkategorie, welches er gegen Dominic Thiem in drei Sätzen verlor. 2021 gelangen ihm in Antalya und Eastbourne zwei weitere Titelgewinne, in Eastbourne holte er seinen ersten Titel auf Rasen. 2023 gewann er nach einem Dreisatzsieg gegen Tommy Paul in Acapulco erstmals ein Turnier der 500er-Kategorie. In Toronto erreichte er sein erstes Mastersfinale, dass er mit 4:6, 1:6 gegen Jannik Sinner verlor. Nach dem Finaleinzug in Rotterdam, das er gegen Sinner verlor, zog er am 19. Februar 2024 erstmals in die Top Ten der Weltrangliste ein. In demselben Jahr erreichte er bei den French Open das Viertelfinale und schied dort in drei Sätzen gegen Alexander Zverev aus.

## Leben
Alex de Minaur wurde in Sydney als Kind einer Spanierin und eines Uruguayers geboren. Mit fünf Jahren zog er mit seiner Familie nach Alicante in Spanien. Obwohl wieder in Spanien lebend und auch im Besitz der spanischen Staatsbürgerschaft, tritt de Minaur weiterhin für Australien an. Er spricht Englisch, Spanisch und Französisch fließend.
De Minaur ist seit Dezember 2024 mit der britischen Tennisspielerin Katie Boulter verlobt.

## Erfolge
| Legende (Anzahl der Siege)          |
| Grand Slam                          |
| ATP Tour Finals Next Gen ATP Finals |
| ATP Tour Masters 1000 (1)           |
| ATP Tour 500 (3)                    |
| ATP Tour 250 (7)                    |
| ATP Challenger Tour (1)             |

| ATP-Titel nach Belag |
| Hartplatz (9)        |
| Sand (0)             |
| Rasen (2)            |

### Einzel

#### Turniersiege

##### ATP Tour
| Nr. | Datum              | Turnier          | Belag     | Finalgegner                 | Ergebnis       |
| --- | ------------------ | ---------------- | --------- | --------------------------- | -------------- |
| 1.  | 12. Januar 2019    | Sydney           | Hartplatz | Andreas Seppi               | 7:5, 7:65      |
| 2.  | 28. Juli 2019      | Atlanta (1)      | Hartplatz | Taylor Fritz                | 6:3, 7:62      |
| 3.  | 29. September 2019 | Zhuhai           | Hartplatz | Adrian Mannarino            | 7:64, 6:4      |
| 4.  | 13. Januar 2021    | Antalya          | Hartplatz | Alexander Bublik            | 2:0 aufgg.     |
| 5.  | 26. Juni 2021      | Eastbourne       | Rasen     | Lorenzo Sonego              | 4:6, 6:4, 7:65 |
| 6.  | 31. Juli 2022      | Atlanta (2)      | Hartplatz | Jenson Brooksby             | 6:3, 6:3       |
| 7.  | 4. März 2023       | Acapulco (1)     | Hartplatz | Tommy Paul                  | 3:6, 6:4, 6:1  |
| 8.  | 2. März 2024       | Acapulco (2)     | Hartplatz | Casper Ruud                 | 6:4, 6:4       |
| 9.  | 16. Juni 2024      | ’s-Hertogenbosch | Rasen     | Sebastian Korda             | 6:2, 6:4       |
| 10. | 27. Juli 2025      | Washington       | Hartplatz | Alejandro Davidovich Fokina | 5:7, 6:1, 7:63 |

##### ATP Challenger Tour
| Nr. | Datum         | Turnier    | Belag | Finalgegner  | Ergebnis  |
| --- | ------------- | ---------- | ----- | ------------ | --------- |
| 1.  | 17. Juni 2018 | Nottingham | Rasen | Daniel Evans | 7:64, 7:5 |

#### Finalteilnahmen
| Nr. | Datum             | Turnier             | Belag         | Finalgegner        | Ergebnis             |
| --- | ----------------- | ------------------- | ------------- | ------------------ | -------------------- |
| 1.  | 13. Januar 2018   | Sydney              | Hartplatz     | Daniil Medwedew    | 6:1, 4:6, 5:7        |
| 2.  | 5. August 2018    | Washington, D.C.    | Hartplatz     | Alexander Zverev   | 2:6, 4:6             |
| 3.  | 10. November 2018 | Next Gen Finals (1) | Hartplatz (i) | Stefanos Tsitsipas | 4:2, 1:4, 3:43, 3:43 |
| 4.  | 27. Oktober 2019  | Basel               | Hartplatz (i) | Roger Federer      | 2:6, 2:6             |
| 5.  | 9. November 2019  | Next Gen Finals (2) | Hartplatz (i) | Jannik Sinner      | 2:4, 1:4, 2:4        |
| 6.  | 25. Oktober 2020  | Antwerpen           | Hartplatz (i) | Ugo Humbert        | 1:6, 6:74            |
| 7.  | 25. Juni 2023     | London              | Rasen         | Carlos Alcaraz     | 4:6, 4:6             |
| 8.  | 5. August 2023    | Los Cabos           | Hartplatz     | Stefanos Tsitsipas | 3:6, 4:6             |
| 9.  | 13. August 2023   | Toronto             | Hartplatz     | Jannik Sinner      | 4:6, 1:6             |
| 10. | 18. Februar 2024  | Rotterdam (1)       | Hartplatz (i) | Jannik Sinner      | 5:7, 4:6             |
| 11. | 9. Februar 2025   | Rotterdam (2)       | Hartplatz (i) | Carlos Alcaraz     | 4:6, 6:3, 2:6        |

### Doppel

#### Turniersiege
| Nr. | Datum           | Turnier       | Belag     | Partner             | Finalgegner               | Ergebnis |
| --- | --------------- | ------------- | --------- | ------------------- | ------------------------- | -------- |
| 1.  | 29. August 2020 | New York City | Hartplatz | Pablo Carreño Busta | Jamie Murray Neal Skupski | 6:2, 7:5 |

## Abschneiden bei Grand-Slam-Turnieren

### Einzel
| Turnier         | 2016 | 2017 | 2018 | 2019 | 2020 | 2021 | 2022 | 2023 | 2024 | 2025 | Karriere |
| --------------- | ---- | ---- | ---- | ---- | ---- | ---- | ---- | ---- | ---- | ---- | -------- |
| Australian Open | Q1   | 2    | 1    | 3    | —    | 3    | AF   | AF   | AF   | VF   | VF       |
| French Open     | —    | 1    | 1    | 2    | 1    | 2    | 1    | 2    | VF   | 2    | VF       |
| Wimbledon       | —    | Q2   | 3    | 2    |      | 1    | AF   | 2    | VF   | AF   | VF       |
| US Open         | —    | 1    | 3    | AF   | VF   | 1    | 3    | AF   | VF   |      | VF       |

Zeichenerklärung: S = Turniersieg; F, HF, VF, AF = Einzug ins Finale / Halbfinale / Viertelfinale / Achtelfinale; 1, 2, 3 = Ausscheiden in der 1. / 2. / 3. Hauptrunde; Q1, Q2, Q3 = Ausscheiden in der 1. / 2. / 3. Qualifikationsrunde; nicht ausgetragen